# Нехвороща (Полтавская область)
Нехворо́ща (укр. Нехвороща) — село,
Нехворощанский сельский совет,
Новосанжарский район,
Полтавская область,
Украина.
Код КОАТУУ — 5323484201. Население по переписи 2001 года составляло 2538 человек.
Является административным центром Нехворощанского сельского совета, в который не входят другие населённые пункты.

## Географическое положение
Село Нехвороща находится на правом берегу реки Орель в месте впадения в неё реки Нехворощанка,
выше по течению примыкает село Коноваловка (Машевский район),
ниже по течению на расстоянии в 1,5 км расположено село Бурты,
на противоположном берегу — сёла Чернетчина и Гупаловка (Магдалиновский район) Днепропетровской области,
выше по течению на расстоянии в 1 км расположено село Малая Нехвороща (Машевский район),
Река в этом месте извилистая, образует лиманы, старицы и заболоченные озёра.

## История
- 1674 — дата основания.
- В 1920-е годы был создан Нехворощанский район, вошедший в 1932 году в образованную в том году Харьковскую область[2] Украинской Советской Социалистической Республики.

## Экономика
- ЧАФ «Нехвороща».
- Нехворощанское частное инкубационно-птицеводческое предприятие.

## Объекты социальной сферы
- Школа.
- Дом детского и юношеского творчества.
- Дом культуры.

## Достопримечательности
- Васильковская (Маячковская) крепость Украинской линии (остатки), 1731—1736 года.

## Факты
- В селе проходили съёмки художественного фильма «Цветение одуванчика» (1992 год, реж. Александр Игнатуша).

## Известные жители и уроженцы
- Воротник, Степан Григорьевич — Герой Советского Союза.
- Грицай, Евдокия Павловна (1928—2008) — Герой Социалистического Труда.
- Дихтярь, Федора Ивановна (1914—1987) — Герой Социалистического Труда.
- Колесник, Ольга Трофимовна (1914—1998) — Герой Социалистического Труда.
- Суковенко, Мария Петровна (1920—1996) — Герой Социалистического Труда.
- Харченко, Потап Лукич (1890—1972) — Герой Социалистического Труда.
- Харченко, Софья Максимовна (1904—1986) — Герой Социалистического Труда.